# Coppa Ezio Varisco
La Coppa Ezio Varisco è stata una competizione cestistica italiana che ha coinvolto le quattro migliori squadre della Serie A 1942-1943. Organizzata dalla S.S. Bruno Mussolini, era dedicata a Ezio Varisco, giocatore della Nazionale morto in guerra.

## Formula
Il torneo si sarebbe dovuto tenere per tre anni e la coppa sarebbe divenuta di proprietà della squadra che l'avesse vinta almeno due volte. La formula prevedeva un girone unico con gare di sola andata ed era previsto il pareggio; in caso di conclusione a pari merito, avrebbe vinto la squadra vincente lo scontro diretto o, in subordine, con il miglior quoziente canestri.

## Squadre partecipanti
| Squadra              | Stagione | Città   | Palazzetto | Stagione      |
| -------------------- | -------- | ------- | ---------- | ------------- |
| Reyer Venezia        | dettagli | Venezia |            | 1ª in Serie A |
| Virtus Bologna       | dettagli | Bologna |            | 2ª in Serie A |
| S.S. Bruno Mussolini | dettagli | Roma    |            | 3ª in Serie A |
| S.G. Triestina       | dettagli | Trieste |            | 4ª in Serie A |

## Classifica
|  | Pos. | Squadra              | Pt | G | V | N | P | PtF | PtS |
|  | ---- | -------------------- | -- | - | - | - | - | --- | --- |
|  | 1.   | Reyer Venezia        | 5  | 3 | 2 | 1 | 0 | 85  | 78  |
|  | 2.   | Bruno Mussolini      | 4  | 3 | 2 | 0 | 1 | 69  | 46  |
|  | 3.   | Ginnastica Triestina | 3  | 3 | 1 | 1 | 1 | 85  | 101 |
|  | 4.   | Virtus Bologna       | 0  | 3 | 0 | 0 | 3 | 60  | 74  |

## Risultati
La Coppa Varisco si è svolta in tre giorni, durante le finali della Coppa Bruno Mussolini. La gara tra Mussolini e Virtus è stata vinta dai primi a tavolino per la posizione irregolare di Novelli, che è stato prestato dall'Ilva Trieste per la manifestazione. La partita decisiva è stata quindi l'ultima, proprio tra i romani e la Reyer Venezia campionessa d'Italia, quest'ultima capace di rimontare l'8-12 del primo tempo vincendo per 23-19 la Coppa.
| Arbitro: | Bollati |

|                                                                         |       |                                                                   |
| Garbosi 11, Garlati 3, Penso 4, Graziani 3, Stefanini G. 1, De Nardus 4 | Punti | De Feo 6, Pezzo 9, Brunetti, Radici 9, Brenner 2, Rubini, Bernini |

| Arbitro: | Trentin |

|                                                                               |       |                                                                                |
| Vannini 5, Marinelli 10, Perrella, Garbellini, Novelli 10, Rapini 7, Bersani. | Punti | Formigli, Puliti, Benevenia 3, Battaccini 7, Miliani 8, Ragnini 8, Trinches 7. |

| Arbitro: | Cavalli |

|                                                                                |       |                                                                         |
| Formigli, Puliti, Benevenia 5, Pataccini 4, Miliani 8, Ragnini 11, Triches 20. | Punti | De Feo 6, Bessi 3, Brunetti 1, Radici 4, Renner 2, Rubini 2, Bernini 5. |

| Arbitro: | Augero |

|                                                                                        |       |                                                                               |
| De Nardus 3, Garbosi 6, Garlato 8, Penso, Stefanini G. 6, Stefanini S. 11, Graziani 2. | Punti | Vannini 11, Marinelli 18, Perrella, Garbellini 2, Girotti, Rapini, Bersani 2. |

| Roma 23 maggio 1943, ore 14:20 Gara 5 | S.G. Triestina | 36 – 27 (16-6)                                                               | Virtus Bologna | piazza Apollodoro |
| De Feo 4, Bessi 4, Brunetti, Radici 5, Renner 15, Rubini 8, Bernini. Punti Vannini 6, Marinelli 9, Garbellini 5, Girotti 6, Rapini, Ranuzzi, Bersani 2. |                |                                                                              |                |                   |
| |                |                                                                              |                |                   |
| De Feo 4, Bessi 4, Brunetti, Radici 5, Renner 15, Rubini 8, Bernini.                                                                                    | Punti          | Vannini 6, Marinelli 9, Garbellini 5, Girotti 6, Rapini, Ranuzzi, Bersani 2. |                |                   |

| Arbitro: | Follati |

|                                                                         |       |                                                                                |
| Garbosi 6, Garbato 3, Penzo, Graziani, Stefanini G. 2, Stefanini S. 13. | Punti | Puliti 1, De Andrea 2, Benevia, Pattaccini 1, Miliani 4, Ragnini 4, Triches 7. |

## Verdetti
La Reyer Venezia vince la Coppa Ezio Varisco.
- Guido Garlato, Enrico Garbosi, Amerigo Penzo, Graziani, Giuseppe Stefanini, Sergio Stefanini, Marcello De Nardus.